# Vertíyivka (Nizhyn)
Vertíyivka (ucraniano: Верті́ївка) es un municipio rural de Ucrania perteneciente al raión de Nizhyn de la óblast de Chernígov.
En 2020, el territorio del actual municipio tenía una población de unos ocho mil quinientos habitantes, de los que unos cuatro mil vivían en el propio pueblo de Vertíyivka y el resto repartidos en veintitrés pedanías. El municipio se formó en 2015 mediante la fusión de los consejos rurales de Vertíyivka (que incluía nueve pedanías: Bóbryk, Kabluky, Kardashí, Nyzý, Radhospne (actual Yabluneve), Tytivka, Joliavky, Jómyne y Yúnist) y Malá Koshelivka, a los que se añadieron en 2018 Berezanka, Velyka Koshelivka, Dubolúhivka, Zanky y Cherniajivka (con la pedanía Lisové) y en 2020 los de Kushkyn (con la pedanía Zrub), Kolísnyky (con la pedanía Mýlnyky), Lýpiv Rih y Stódoly (con la pedanía Perejódivka).
Se ubica unos 10 km al norte de la capital distrital Nizhyn, sobre la carretera R67 que lleva a la capital regional Chernígov. La R67 se cruza aquí con la M02, que une Kiev con Hlújiv.

## Historia
El pueblo, conocido hasta 1930 como "Verkyyivka" (Веркиївка), fue fundado en la primera mitad del siglo XVII por la República de las Dos Naciones, como una localidad dependiente del starostwo de Nizhyn en el voivodato de Chernígov. Tras la rebelión de Jmelnitski, se formó aquí en 1654 una sotnia dependiente del regimiento cosaco de Nizhyn. En 1782 pasó a ser la sede de una vólost en el uyezd de Nizhyn, que posteriormente quedó incluido en la gobernación de Chernígov. Aunque siguió siendo una localidad agrícola, desarrolló una mayor importancia que las de su entorno, y a mediados del siglo XIX ya superaba los cinco mil habitantes. En la década de 1920 fue un importante foco de defensa de la República Popular Ucraniana frente a la RSS de Ucrania, por lo que en el Holodomor de 1932-1933 los comunistas se vengaron provocando una gran hambruna con más de doscientos muertos en el pueblo. Entre 1978 y 1992 tuvo el estatus de asentamiento de tipo urbano.